# Lago de Divonne
O lago de Divonne é um lago artificial criado a partir de uma ideia de Jean Dabaud situado na comuna francesa de Divonne-les-Bains em Ain, na França.

## História
De há muito havia um pequeno local onde se acumulava a água das nascentes de Divonne e os estudos não avançavam devidamente até que 1960 a Suíça - com quem a localidade faz fronteira - precisava de areia grossa para as fundações da que seria a autoestrada A1 entre Lausanne- Genebra .
A partir de 8 de maio de 1960 a compra de 260 000  m3 pela empresa de construção ajudou a escavar o actual lago mas devido há existência de uma lençol freático foi necessário montar uma bomba aspirante. A refulgência de 800 m3/h alimenta ainda hoje o nível do lago.
O lago tem uma 45 hectares e um perímetro de 3,3 km .